# Avion Travel
Avion Travel, vollständig Piccola Orchestra Avion Travel, ist eine italienische Pop- und Jazz-Band aus Caserta, die 1980 gegründet wurde.

## Bandgeschichte
Das „kleine Orchester“ Avion Travel begann als Rockband und gewann 1987 einen Wettbewerb für Rockmusik in Sanremo. Mit Beginn der 90er-Jahre wechselte die Gruppe das Genre und veröffentlichte als erstes Album dieser neuen Phase Bellosguardo. In der Folge erhielt sie einen Plattenvertrag bei Caterina Casellis Sugar Music. 1993 erschien dort das Album Opplà, das ein großer Erfolg bei der Kritik wurde und die Band zu verstärkter Livetätigkeit anregte. Mit Finalmente fiori (1995) gelang auch erstmals der Charteinstieg.
Die Musiker lösten sich nach dieser Albentrilogie zunächst von der Liedform und legten 1995 mit La guerra vista dalla luna eine Minioper in Zusammenarbeit mit Fabrizio Bentivoglio vor. Nach einer Tournee durch die italienischen Theater erschien 1996 die CD zum Werk. Außerdem schrieb die Gruppe den Soundtrack für den Film Hotel paura von Renato De Maria. In den folgenden Jahren intensivierte sie sowohl ihre Konzerttätigkeit als auch die Zusammenarbeit mit Film und Theater. Das Livealbum Vivo di canzoni erschien 1997, gefolgt von einer internationalen Tournee, die sie durch Frankreich, Portugal, Luxemburg und Deutschland führte.
Beim Sanremo-Festival 1998 präsentierte Avion Travel Dormi e sogna und wurde mit dem Kritikerpreis sowie dem Preis für das beste Arrangement ausgezeichnet. Für das nächste Album Cirano, das 1999 erschien, arbeitete die Band mit dem Produzenten Arto Lindsay zusammen. Mit Fabrizio Bentivoglio arbeiteten die Musiker im selben Jahr erneut für dessen ersten Kurzfilm Tipota zusammen. 2000 kehrte die Band nach Sanremo zurück und konnte diesmal mit dem Lied Sentimento gewinnen. Im Anschluss veröffentlichte sie die Kompilation Selezione 1990-2000 sowie Ende des Jahres das Coveralbum Storie d’amore.
Das nächste Album Poco mossi gli altri bacini erschien 2003, 2007 folgte hingegen das Paolo Conte gewidmete Album Danson metropoli, das bis auf Platz drei der Charts gelangte. Ein ähnliches Projekt, diesmal gewidmet Nino Rota, wurde 2009 veröffentlicht. Dafür wurde die Band 2010 mit der Targa Tenco ausgezeichnet.

## Diskografie

### Alben
| Jahr | Titel                                     | Höchstplatzierung, Gesamtwochen, AuszeichnungChartsChartplatzierungen (Jahr, Titel, Platzierungen, Wochen, Auszeichnungen, Anmerkungen) | Anmerkungen                                       |
| Jahr | Titel                                     | IT | Anmerkungen                                       |
| ---- | ----------------------------------------- | --- | ------------------------------------------------- |
| 1995 | Finalmente fiori                          | IT38 (1 Wo.)IT |                                                   |
| 1998 | Vivo di canzoni (Sanremo edition)         | IT25 (7 Wo.)IT | Livealbum                                         |
| 1998 | Cirano                                    | IT28 (1 Wo.)IT | Erstveröffentlichung: 17. August 1998             |
| 2000 | Selezione 1990-2000                       | IT15 (11 Wo.)IT | Kompilation                                       |
| 2000 | Storie d’amore                            | IT62 (6 Wo.)IT | Coveralbum                                        |
| 2003 | Poco mossi gli altri bacini               | IT15 (4 Wo.)IT |                                                   |
| 2007 | Danson metropoli – Canzoni di Paolo Conte | IT3 (19 Wo.)IT | Coveralbum                                        |
| 2009 | Nino Rota, l’amico magico                 | IT32 (7 Wo.)IT | Erstveröffentlichung: 16. Oktober 2009 Coveralbum |
| 2018 | Privé                                     | IT36 (2 Wo.)IT | Erstveröffentlichung: 18. Mai 2018                |

Weitere Alben
- 1987: Sorpassando (EP)
- 1988: Perdo tempo
- 1989: In una notte di chiaro di luna (Soundtrack)
- 1990: Bellosguardo
- 1993: Opplà
- 1996: La guerra vista dalla luna
- 1996: Hotel paura e altre storie (Soundtrack)

### Singles (Auswahl)
| Jahr | Titel Album                    | Höchstplatzierung, Gesamtwochen, AuszeichnungChartsChartplatzierungen (Jahr, Titel, Album, Platzierungen, Wochen, Auszeichnungen, Anmerkungen) | Anmerkungen |
| Jahr | Titel Album                    | IT | Anmerkungen |
| ---- | ------------------------------ | --- | ----------- |
| 2000 | Sentimento Selezione 1990-2000 | IT9 (5 Wo.)IT |             |

Weitere Singles
- 2006: Aguaplano (IT: Gold (2024) )[3]

## Belege
1. ↑  Guido Racca & Chartitalia: Top 100 FIMI Album. Lulu, 2013, S. 71.
2. ↑  Guido Racca & Chartitalia: Top 100 FIMI Singoli. Lulu, 2013, S. 67.
3. ↑  Auszeichnungen für Musikverkäufe: IT